# Terril Saint Emmanuel
 (février 2021).
Si vous disposez d'ouvrages ou d'articles de référence ou si vous connaissez des sites web de qualité traitant du thème abordé ici, merci de compléter l'article en donnant les références utiles à sa vérifiabilité et en les liant à la section « Notes et références ».
Le terril Saint Emmanuel se situe sur la commune de La Louvière en province de Hainaut. Ce terril est un ancien site de charbonnage.
Ce terril possède une superficie de 22,96 ha. 
Le site est classé par l'arrêté du 22 aout 2011, ainsi que a nouvelle maison du directeur, à l'exception de ses annexes récentes et son parc ; la maison de l'ingénieur et ses alentours ; les maisons des employés ; l'hôtel et leurs alentours ; la pharmacie et les maisons de la Fosse du Bois du site minier du village ouvrier de Bois-du-Luc (EA) et le terril Saint-Emmanuel et le terril Saint-Patrice (S). Etablissement d'une zone de protection aux alentours de l'ensemble architectural du site minier et du village ouvrier de Bois-du-Luc à la Louvière (ZP).  
Le site est également classé par l'arrêté du 6 octobre 2016 et est repris comme sites exceptionnels et zone de protection autour du site minier Bois-du-Luc, lui-même repris au patrimoine mondial de l'UNESCO.

## Histoire
Le charbonnage associé au terril, débute en 1913 et s'achève en 1959. La fosse Saint-Emmanuel a été foncée entre 1835 & 1843. Elle comprendra 2 puits, l'un pour l'extraction, l'autre pour l'épuisement. Le puits d'extraction atteint 558 m de profondeur. En 1913, un chevalement est érigé dans le puits d’extraction. La Fosse Saint Emmanuel sera fermée le 31 décembre 1959. Les puits ne serviront plus qu'à l'exhaure jusqu'à l'arrêt du Charbonnage du Quesnoy à Trivières, le 15 juin 1973. Ils seront ensuite remblayés. 
Les installations se délabrent rapidement. Dans le cadre de la réhabilitation des sites miniers, la Région wallonne assurera la restauration du site du Bois du Luc et de la Fosse Saint Emmanuel entre 1981 et 1983.

## Classement
Le terril Saint Emmanuel est classé selon l'Arrêté ministériel de 1995 en catégorie B - Exploitable.
Bien que ce ne soit pas un classement, le site est reconnu comme site de Grand Intérêt Biologique (SGIB) : 2803 - Terril Saint Emmanuel.

## Accès
Le GR412 - le Sentier de Grande Randonnée "spécial terrils" passent au travers du site. D'autres chemins peuvent être empruntés. Ce site n'est pas accessible aux personnes à mobilité réduite. 